# Ellen Pompeo
Ellen Kathleen Pompeo, född 10 november 1969 i Everett i Massachusetts, är en amerikansk skådespelare och producent.
Pompeo gjorde sin TV-debut 1996 i den amerikanska serien "I lagens namn". Men hennes första egentliga genombrott kom år 2005 då Pompeo fick sin första stora roll i den amerikanska tv-serien Grey's Anatomy skapad av Shonda Rhimes. Där spelar hon huvudkaraktären Meredith Grey som är en AT-läkare på ett prestigefullt sjukhus i USA. Serien har hittills 20 säsonger. I september 2014 avslöjade Pompeo att hon efter Grey's Anatomys slut med största sannolikhet inte kommer att fortsätta skådespela.
Pompeo har även gästspelat i TV-serien "Vänner" och haft en roll i långfilmen Moonlight Mile (2002). 
Hon är gift med musikproducenten Christopher Ivery sedan 2007. Paret har tre barn: Stella Luna Pompeo Ivery, Sienna May Pompeo Ivery och Eli Christopher Pompeo Ivery, födda 2009, 2014 respektive 2016.

## Filmografi i urval
- 1996 & 2000 - I lagens namn (gästroll i TV-serie)
- 1999 – 8 1/2 x 11 (kortfilm)
- 1999 – Coming Soon
- 1999 – Strangers with Candy, avsnitt Feather in the Storm (gästroll i TV-serie)
- 2000 – Eventual Wife
- 2000 – Get Real, avsnitt History Lessons (gästroll i TV-serie)
- 2000 – In the Weeds
- 2001 – Strong Medicine, avsnitt Wednesday Night Fever (gästroll i TV-serie)
- 2001 – The Job, avsnitt Anger (gästroll i TV-serie)
- 2002 – Moonlight Mile
- 2002 – Catch Me If You Can
- 2003 – Daredevil
- 2003 – Old School
- 2003 – Undermind
- 2004 – Nobody's Perfect
- 2004 – Vänner, Missy Goldberg, avsnitt The One Where the Stripper Cries (gästroll i TV-serie)
- 2004 – Art Heist
- 2005 – Life of the Party
- 2005–2023 – Grey's Anatomy (TV-serie)
- 2025 – Good American Family (TV-serie)